# فاطمة بنت المجلل
الصحابية: فاطمة بنت المجلل العامرية تكنى: «أم جميل» وقيل: اسمها جويرية، تعد من السابقين الأولين في الإسلام، أسلمت بمكة هي وزوجها: حاطب بن الحارث بن معمر الجمحي، وهاجرت معه إلى الحبشة، ثم هاجرت إلى المدينة المنورة.

## اسمها وكنيتها
هي: فاطمة بنت المجلل بن عبد الله بن أبي قيس بن عبد ود بن نصر بن مالك بن حسل بن عامر بن لؤي القرشية العامري. ووقع الخلاف في اسمها، فذكر في سير أعلام النبلاء: أن اسمها: فاطمة بنت المجلل، وقيل اسمها: جويرية بنت المجلل وتكنى: أم جميل  وهي: مشهورة بكنيتها، فيقال لها: أم جميل العامرية وهي: امرأة حاطب بن الحارث الجمحي. تكنى أم جميل. وهي: ابنة المجلل بن عبد الله، وقيل: ابن عُبيد الله بن أبي قيس بن عبد ودّ بن نصر بن مالك بن حسل بن عامر بن لؤي بن غالب بن فهر القرشيّة العامريّة. وأمها: أم حبيب بنت العاص بن أمية بن عبد شمس أخت أبي أُحَيْحَةَ سعيد بن العاص بن أمية.

## إسلامها وهجرتها
أسلمت فاطمة بنت المجلل بمكة، وبايعت، وهاجرت هي وزوجها حاطب بن الحارث الجمحي الهجرة الثانية إلى الحبشة، فهي من السابقين الأولين في الإسلام. وكان معها ابناهما: محمد، والحارث. ثم هاجرت إلى المدينة المنورة.
وأخرج أحمد من طريق عبد الرحمن بن عثمان بن إبراهيم بن محمد بن حاطب عن أمه أم جميل بنت المجلل قالت: «أقبلت بك من أرض الحبشة حتى إذا كنت من المدينة على ليلة أو ليلتين طبخت لك طبيخا، ففني الحطب،  فذهبت أطلب، فتثاقلت القدر فانكفأت على ذراعك».
هاجرت مع زوجها حاطب بن الحارث بن معمر الجمحي إلى أرض الحبشة، وولدت له هناك محمد بن حاطب، والحارث بن حاطب. وقد مات زوجها بالحبشة. فخلف عليها زيد بن ثابت فولدت له. وقد جمعت الهجرتين إلى الحبشة، ثم إلى المدينة المنورة.